# Gare de Shin-Hashima
La gare de Shin-Hashima (新羽島駅, Shin-Hashima-eki) est une gare ferroviaire terminus de la ville de Hashima, dans la préfecture de Gifu au Japon. Elle est exploitée par la compagnie Meitetsu.

## Situation ferroviaire
Shin-Hashima marque la fin de la ligne Hashima.

## Historique
La gare est inaugurée le 12 décembre 1982.

## Service des voyageurs

### Accueil
La gare dispose d'un bâtiment voyageurs ouvert tous les jours, avec des guichets et des automates pour l'achat de titres de transport.

### Desserte
- Ligne Hashima : direction Kasamatsu et Meitetsu Gifu

### Intermodalité
La gare de Gifu-Hashima de la ligne Shinkansen Tōkaidō est situé à proximité immédiate de la gare.